# Fritz Heinrich Lewy
Frederic Henry Lewey, Fritz Jakob Heinrich Lewy (ur. 28 stycznia 1885 w Berlinie, zm. 5 października 1950 w Pennsburgu) – niemiecko-amerykański lekarz neurolog i neuropatolog żydowskiego pochodzenia. W latach 20. XX wieku opisał zmiany neuropatologiczne, znane do dziś jako ciała Lewy’ego, charakterystyczne dla choroby Parkinsona i otępienia z ciałami Lewy’ego.

## Życiorys
Urodził się w Berlinie jako syn lekarza, radcy sanitarnego Heinricha Lewy’ego (1847–1916) i Anny
Lewy, z domu Milchner (1864–1947). Ukończył Friedrichwerdersches Gymnasium w Berlinie. Studiował medycynę na Uniwersytecie Fryderyka Wilhelma w Berlinie i Uniwersytecie w Zurychu. W Zurychu pracował naukowo w Instytucie Mózgu u Constantina von Monakowa. W latach 1907 i 1908 prawdopodobnie działał w Instytucie Fizjologicznym w Berlinie wspólnie z Maxem Lewandowskym. W latach 1908 do 1910 w Instytucie Fizjologii Uniwersytetu Fryderyka Wilhelma we Wrocławiu u Karla Hürthlego. W 1910 roku w Berlinie otrzymał tytuł doktora medycyny. Od 1910 do 1912 zajmował się histopatologią w Laboratorium Neuropsychiatrycznym w Zurychu, a od 1912 do 1914 w Laboratorium Neuropsychiatrycznym we Wrocławiu pod kierunkiem Aloisa Alzheimera. Podczas I wojny światowej służył jako lekarz wojskowy w Turcji. Od 1919 roku jako neurolog w II Klinice szpitala Charité, gdzie współpracował z Oppenheimem i Cassirerem. W 1921 otrzymał tytuł Privatdozenta, w 1923 profesora. W 1932 roku został dyrektorem Instytutu Neurologicznego w Berlinie. Niedługo potem, 1 czerwca 1933, z powodu żydowskiego pochodzenia, został zwolniony ze stanowiska. Zdecydował się emigrować i latem 1933 roku wyjechał z żoną i matką do Wielkiej Brytanii. W 1934 emigrował ponownie, do Stanów Zjednoczonych. Początkowo pracował w University of Pennsylvania School of Medicine pod kierunkiem Charlesa Harrisona Fraziera. Od 1943 do 1946 w amerykańskiej armii w stopniu podpułkownika i jako konsultant neurologii przy naczelnym lekarzu wojskowym.
Zmarł nagle, 5 października 1950, w swoim domu letnim w Pennsburgu; przyczyną śmierci był zawał serca. Pochowany jest razem z żoną na kwakierskim cmentarzu Haverford Friends Memorial Ground. Wspomnienia pośmiertne napisali m.in. Spiegel, Winkelman i Kuhlenbeck.
Większość biograficznych artykułów na temat Lewy’ego powstało za sprawą neurologa Bernda Holdorffa z Berlina.

## Dorobek naukowy
Lewy jako pierwszy zajmował się neuropatologią choroby Parkinsona. W latach 1912 i 1913 opisał zmiany neuropatologiczne, przez Tretiakowa nazwane ciałkami Lewy’ego. Wspólnie ze studentem medycyny L. Tiefenbachem zaobserwował podobny obraz neuropatologiczny w przypadkach zatrucia tlenkiem manganu i przedstawił doświadczalny model parkinsonizmu u królika.

## Wybrane prace
- Die Grundlagen des Koordinationsmechanismus einfacher Willkürbewegungen. Vorläufige Mitteilung[16]. (1920)
- Die experimentelle Manganoxid-Encephalitis und ihre sekundäre Autoinfektion[17]. (1921)
- Die Lehre vom Tonus und der Bewegung. Monographien aus dem Gesamtgebiete der Neurologie und Psychiatrie, Berlin, H. 24. Berlin, 1923.
- Die multiple Sklerose des Gehirns und Rückenmarks. Urban & Schwarzenberg, 1924
- Liquorbefunde bei Spontan- und Impfencephalitis der Laboratoriumstiere[18]. (1926)
- Die Oblongata und die Hirnnervenkerne. Handbuch der normalen und pathologischen Physiologie 10. Berlin, 1927.
- Die Biologie der Person: ein Handbuch der allgemeinen und speziellen Konstitutionslehre. Urban & Schwarzenberg, 1931
- Die Entstehung der Einschlußkörper und ihre Bedeutung für die systematische Einordnung der sogenannten Viruskrankheiten[19]. (1932)
- Historical introduction: The basal ganglia and their diseases. Trans Am Neurol Assoc 20, ss. 1–20 (1942)